# Cosmos 1999
Pour les articles homonymes, voir Cosmos.
Cosmos 1999 (Space: 1999) est une série télévisée de science-fiction britannique en 48 épisodes de 52 minutes, créée par Gerry Anderson et Sylvia Anderson et diffusée entre le 4 septembre 1975 et le 12 novembre 1977 sur ITV et au Canada sur le réseau CBC.

## Synopsis
En 1999, la Terre entrepose ses déchets nucléaires sur la Lune où est déjà installée la base lunaire « Alpha ». Le 13 septembre, une explosion de ces stocks provoque une très puissante réaction en chaîne qui conduit la Lune à quitter l’orbite terrestre puis le système solaire. Dans l’incapacité de regagner la Terre, les 311 survivants, commandés par le charismatique commandant John Koenig, errent dans le cosmos au moyen de l'astre lunaire. Ils affrontent des dangers au fur et à mesure de leurs rencontres avec des civilisations extra-terrestres, dans un périple qui semble sans fin.

## Fin de la série
La série comporte deux saisons :
- la première abordait des thèmes philosophiques. Cette saison fut réalisée au travers de longues difficultés en tous genres entre la fin 1973 et le début 1975 en coproduction entre la société de productions TV privée britannique ITC et la télévision italienne RAI ;
- la seconde, affichant davantage - voire trop - de spectacle, pour toucher le public américain qui n’avait pas accepté la première version, a contribué à la fin de la série.

Jusqu'à la fin de la seconde saison, les producteurs et la chaîne de télévision étaient incertains quant à l'intérêt de réaliser, ou non, une troisième saison. La décision a été prise de mettre fin à la série.
Il en découle que la série s'achève sans qu'elle ait reçu une fin, mettant un terme aux aventures des Alphans. Ils sont condamnés, en quelque sorte, à poursuivre indéfiniment leur périple dans l'espace.
Dans le coffret de DVD de l'intégrale édité en 2002, un mini épisode (le 49e), en bonus, apporte une conclusion à la série. L'actrice Zienia Merton, qui reprend son rôle de Sandra Benes, explique dans un message vidéo que les survivants de la base Alpha ont enfin trouvé une planète habitable et qu'ils s'apprêtent à s'y établir.

## Distribution

### Acteurs des deux saisons
- Martin Landau (VQ : Vincent Davy) : Commandant John Koenig
- Barbara Bain (VQ : Diane Arcand) : Docteur Helena Russell
- Nick Tate (VQ : Benoît Marleau) : Alan Carter
- Zienia Merton (VQ : Claudine Chatel) : Sandra Benes

### Acteurs de la saison 1
- Barry Morse (VQ : Robert Rivard) : Professeur Victor Bergman
- Prentis Hancock (VQ : Hubert Noël) : Paul Morrow
- Clifton Jones (VQ : Daniel Roussel) : David Kano
- Anton Phillips (VQ : Jean Leclerc) : Dr Bob Mathias. Il apparaît toutefois au début de la saison 2.
- Suzanne Roquette : Tanya Alexander
- Barbara Kelly : Voix de l'ordinateur d'Alpha (VO)
- Roy Dotrice (VQ : Yvon Thiboutot) : Commissaire Simmonds (épisodes 1 et 5)

### Acteurs de la saison 2
- Catherine Schell (VQ : Élizabeth Lesieur) : Maya
- Tony Anholt (VQ : Daniel Roussel) : Tony Verdeschi
- John Hug : Bill Fraser (pilote)
- Yasuko Nagazumi : Yasko

 Source et légende : version québécoise (VQ) sur Doublage.qc.ca

## Épisodes

### Première saison (1975-1976)
1. À la dérive (Breakaway)
2. Une question de vie ou de mort (Matter of Life and Death)
3. Le Soleil noir[2] (Black Sun)
4. L’Anneau de la lune[2] (Ring Around the Moon)
5. Direction Terre (Earthbound)
6. Autre temps, autre lieu (Another Time, Another Place)
7. Le Maillon (Missing Link)
8. Le Gardien du Piri[2] (Guardian of Piri)
9. Puissance de la vie (Force of Life)
10. L’Enfant d’Alpha (Alpha Child)
11. Le Dernier Crépuscule (The Last Sunset)
12. Le Retour du voyageur (Voyager’s Return)
13. Collision inévitable (Collision Course)
14. Un autre royaume de la mort (Death's Other Dominion)
15. Le Grand Cercle (The Full Circle)
16. Au bout de l’éternité[2] (End of Eternity)
17. Ruses de guerre (War Games)
18. Le Dernier Adversaire (The Last Enemy)
19. En désarroi (The Troubled Spirit)
20. Cerveau spatial (Space Brain)
21. La Machine infernale (The Infernal Machine)
22. La Mission des Dariens (Mission of the Darians)
23. Le Domaine du dragon (Dragon's Domain)
24. Le Testament d’Arcadie (The Testament of Arkadia)

### Deuxième saison (1976-1978)
1. La Métamorphose (The Metamorph)
2. Les Exilés (The Exiles)
3. Humain, ne serait-ce qu’un moment (One Moment of Humanity)
4. Tout ce qui reluit (All That Glisters)
5. En route vers l'infini (Journey to Where)
6. Taybor, le commerçant (The Taybor)
7. Les Directives de Luton (The Rules of Luton)
8. La Planète Archanon (The Mark of Archanon)
9. Le Cerveau ordinateur (Brian the Brain)
10. Une autre Terre (New Adam, New Eve)
11. Les Catacombes de la Lune (Catacombs of the Moon)
12. Les Chrysalides AB (The AB Chrysalis)
13. Le Secret de la caverne (Seed of Destruction)
14. Le Nuage qui tue (The Beta Cloud)
15. Déformation spatiale (Space Warp)
16. Une question d’équilibre (A Matter of Balance)
17. Un Message d’espoir - 1re partie (The Bringers of Wonder - Part 1)
18. Un Message d’Espoir - 2e partie (The Bringers of Wonder - Part 2)
19. L'Élément lambda (The Lambda Factor)
20. Le Spectre (The Seance Spectre)
21. Dorzak (Dorzak)
22. La Planète du diable (Devil's Planet)
23. Le Syndrome de l’immunité (The Immunity Syndrome)
24. Les Dorcons (The Dorcons)

## Production
Créée par le père des Sentinelles de l’air, Gerry Anderson, cette série connut un succès considérable notamment en Grande-Bretagne, en France, en Italie où plusieurs fan clubs naquirent, et au Japon où elle influença fortement le graphisme de certains mangas. L’utilisation pour la première fois de la musique classique (l’Adagio d'Albinoni dans « Le Domaine du dragon » (1-23)) mais surtout l'esthétique de l’ensemble de la série, rappellent l’univers du film 2001, l'Odyssée de l'espace, plusieurs artistes ayant collaboré aux deux œuvres.
Cette série fut en quelque sorte la suite de la série UFO, alerte dans l'espace (UFO) créée en 1970 par Gerry et Sylvia Anderson. Lors de sa diffusion aux États-Unis, la série UFO connut au départ un grand succès. Il fut donc décidé de lancer une deuxième saison qui se serait située sur une base lunaire, dix ans après les événements narrés dans UFO. Mais les audiences s'effondrèrent et le projet fut abandonné. Gerry Anderson récupéra le travail préparatoire de UFO 2 pour créer Cosmos 1999.
Cosmos 1999 est la série la plus chère de l’époque, avec un budget estimé à l'équivalent de 30 millions de francs pour les 24 premiers épisodes.
Bien que la première saison ait été vendue à plus de cent pays, dans lesquels la série a connu un relatif succès, elle n'avait pu être vendue aux grands réseaux de télédiffusion américains (NBC, ABC, etc.) et avait été diffusée de manière plus confidentielle sur des chaînes américaines secondaires. Dans l'objectif de vendre à ces grands groupes, il fut décidé d’apporter plusieurs changements pour la deuxième saison. Ainsi, le personnage de Victor Bergman fut éliminé, on ajouta le personnage de Maya et le vaste centre de commandement de la base Alpha fut remplacé par un poste de contrôle plus petit et souterrain (officiellement pour des raisons de sécurité). Paul Morrow, le chef de la sécurité de la première saison, fut remplacé par Tony Verdeschi. La disparition du professeur Bergman et de Paul Morrow ne fut jamais expliquée à l'écran dans la saison deux. Une scène fut tournée pour l'épisode La Métamorphe dans laquelle Tony Verdeschi regrettait la disparition tragique de Victor Bergman à cause d'une combinaison mal pressurisée. La scène fut coupée au montage. Une autre version évoque l'écrasement d’un aigle transporteur. Plus fondamentalement, on abandonna le fil conducteur de la première saison, soit la notion que l’épopée des habitants d’Alpha avait une finalité, pour adopter une approche plus conventionnelle basée sur des effets spéciaux et un nouveau méchant chaque semaine. L'objectif pour les Alphans n'est clairement plus de trouver une planète hospitalière voire de revenir se mettre en orbite terrestre, mais de poursuivre une sorte de voyage d'exploration vaguement similaire à Star Trek, excepté le caractère incontrôlable de la dérive lunaire, soumise aux aléas de l'espace.
La seconde saison est produite non plus par les Anderson mais par Fred Freiberger, producteur américain spécialisé dans les séries TV, qui avait lancé entre autres Les Mystères de l'Ouest (The Wild Wild West). Contraint de rendre la série « acceptable » pour le public américain, tant en termes de scénario que d'esthétique, Fred Freiberger restructura la série, allant jusqu'à s'assurer que la signalétique de la Base Alpha respectait bien les termes américains plutôt que britanniques. Mais peine perdue. Freiberger fut également l'auteur de trois épisodes de la deuxième saison de Cosmos 1999 sous le pseudonyme de « Charles Woodgrove », qu'il utilisa également pour écrire des scénarios de la série Rawhide.
Une saison 3 de la série était prévue. Elle devait compter treize épisodes et il était prévu que le début des tournages s'amorcerait à l’automne 1977. Mais les négociations avec les chaînes américaines échouèrent, ce qui ne permit pas de donner lieu à cette suite.

### Attribution des rôles
À l'origine du projet, les producteurs Gerry et Sylvia Anderson doivent choisir une tête d'affiche américaine pour favoriser la possibilité qu'une des trois chaînes nationales américaines achète et diffuse la série. Le choix se porte en premier sur Robert Culp, mais ITC par la voix de Lew Grade, conseille aux producteurs de choisir le couple Martin Landau et Barbara Bain, malgré les réticences de Sylvia Anderson : « Je ne voulais pas d'eux. Je trouvais qu'ils étaient aussi souples qu'un arbre. Barbara ne voulait jamais tourner la tête. Martin […] ne savait pas se déplacer. ». Le couple d'acteurs se montre exigeant, par contrat, ils ont un droit de regard sur le scénario, et de présence minimum à l'image, trois minutes pour Landau et deux pour Barbara Bain, au détriment des autres comédiens. Le troisième comédien à rejoindre la distribution est Barry Morse qui incarne le professeur Bergman, dont il conçoit la biographie avec les deux scénaristes de la série. ITC ayant signé un accord de coproduction avec la Rai, le reste de la distribution régulière doit au départ comprendre des acteurs italiens selon les exigences de la chaîne transalpine. Cependant, après les essais de trois acteurs italiens, Martin Landau s'oppose à ce casting, ce qui, ajouté aux retards dans le financement italien, amène la production à choisir Nick Tate pour le rôle du pilote Carter à la place de Giancarlo Prete. Finalement, les acteurs italiens ne feront que des participations dans quelques épisodes. Plusieurs comédiens renommés participent comme guest-stars à la première saison, notamment Christopher Lee, Peter Cushing, ou encore Joan Collins.
La seconde saison est marquée par des changements dans la production, notamment le départ de Sylvia Anderson et l'arrivée de Fred Freiberger. Celui-ci impose une nouvelle conception de la série contre la volonté de Martin Landau : « Fred Freiberger n'avait aucun respect pour les comédiens, pour leur implication dans le rôle et leur contribution. ». Plusieurs des comédiens récurrents de la première saison ne sont pas renouvelés, Barry Morse quitte la série à la suite du départ de Sylvia Anderson et de la baisse de son salaire. Seuls les acteurs Nick Tate et Zienia Merton jouant Alan Carter et Sandra Benes sont maintenus pour certains des épisodes. La nouveauté est l'apparition de deux nouveaux personnages récurrents : Maya, une extra-terrestre « métamorphe » pouvant se transformer en n'importe quelle créature, jouée par Catherine Schell, et Tony Verdeschi, un nouveau chef de la sécurité joué par Tony Anholt.

### Effets spéciaux et musiques
Le directeur des effets spéciaux, Brian Johnson, et la plupart des membres de son équipe ont ensuite travaillé sur Alien - Le huitième passager et L’Empire contre-attaque.
Le générique et les musiques additionnelles de la série furent composés par Barry Gray pour la première saison, lequel avait déjà réalisé ceux des Thunderbirds, de UFO et d'autres séries des Anderson.
D'autres musiques inédites en France furent composées par Ennio Morricone pour la version cinématographique italienne de Spazio 1999.
Dans l'épisode 20 de la saison 1, Cerveau spatial, le thème Mars de la suite Les Planètes du compositeur Gustav Holst est repris partiellement, de 4 min 7 s à 5 min 36 s et de 43 min 43 s à 47 min 48 s (scène finale).
Le générique de fin de la série en Italie S.O.S. Spazio 1999 fut composé par le duo Oliver Onion.
Pour la deuxième saison, un changement complet d'ambiance musicale est imposé. L'auteur Derek Wadsworth (en) reprend le flambeau et livre une bande originale très différente de celle de Gray, moins classique et beaucoup plus pop. La différence se sent beaucoup au visionnage, mais la musique de Wadsworth en elle-même est plutôt réussie, participant à l'ambiance générale très différente de la saison 2. Vic Elmes participa également à la musique de cette seconde saison.

### Diffusion
Au Québec, la série a d'abord été diffusée à partir du 1er septembre 1975 à la Télévision de Radio-Canada, puis rediffusée à l'automne 1983 sur le réseau TVA, et à l'automne 1996 sur Canal D. La diffusion anglophone était assurée à l'automne 1975 par WPTZ, l'affilié du réseau NBC à Plattsburgh, dans l’État de New York, puis à l'automne 1976 sur le réseau CBC.
En France, la saison 1 a été diffusée du 13 décembre 1975, dans Samedi est à vous au 12 mars 1977 dans Restez donc avec nous le samedi sur TF1.
Rediffusion de 10 épisodes du 28 juin 1980 au 30 août 1980 dans l'émission Temps X dont l'épisode « Le maillon » resté inédit en France . Rediffusion du 4 janvier 1986 au 22 mars 1986 sur Antenne 2.
Rediffusion de la saison 1 et diffusion de la saison 2 inédite d’août 1987 au 13 février 1988 sur La Cinq. Rediffusion intégrale de juillet à août 1989 sur La Cinq. Rediffusion intégrale de septembre 1992 à août 1993 sur M6.
La chaîne Série Club proposa une Nuit Cosmos 1999, le 13 septembre 1999, avec une sélection des meilleurs épisodes.
Elle a été diffusée, depuis l'an 2000, sur la chaîne de télévision NRJ 12. En juin 2014, la chaine Paris Première diffusa la série en HD remastérisée, puis en août 2018.

### Téléfilms
Plusieurs téléfilms sont sortis en utilisant un remontage de différentes scènes d’épisodes de la série, parfois complétés de scènes inédites tournées après-coup :
- 1978 : Destination Moonbase Alpha, à partir du double épisode Un message d’espoir ;
- 1979 : Alien Attack, à partir des épisodes À la dérive et Ruses de guerre ;
- 1982 : Journey Through the Black Sun, à partir des épisodes Collision inévitable et Le Soleil noir ;
- 1982 : Cosmic Princess (nl), à partir des épisodes La Métamorphose et Déformation spatiale.

## Doublage en français
Le doublage français fut réalisé au Québec par la société Cinélume (Montréal). Il est intéressant de noter[style à revoir] la parfaite prononciation des termes anglais par les personnages.